# Инвазија екстремиста на Дагестан
Инвазија екстремиста на Дагестан (рус. Вторжение боевиков в Дагестан) или Дагестански рат (рус. Дагестанская война) (сматра се почетком Другог чеченског рата) је оружани сукоб на територији руске републике Дагестан између самопроглашеног и међународно непризнатог Исламског џамата Дагестана на једној страни и Руске Федерације на другој. Сукоб је трајао од 7. августа до 14. септембра 1999. године.
Почетком 1998, вахабистичке скупине су прогласиле независну исламску републику на подручју западног Дагестана, а оружје и муниција им је почела стизати из сусједне Чеченије ради „ослобођења Дагестана”. Чеченски и дагестански вахабисти су се ујединили, а у априлу 1999, Багаудин Магомедов, „Емир исламског џемата Дагестана”, је позвао на џихад и „ослобођење Дагестана и Кавказа од руског колонијалног обруча”. 7. августа 1999, око 2.000 чеченских бораца, које је водио Шамил Басајев, је прешло у сусједни Дагестан како би пружили подршку исламистима који су такође тражили независност од Русије. Ови борци, звани Исламске међународне бригаде (ИМБ), су такође позивали све муслимане да се уједине против Русије у џихаду. Међутим, Дагестанци им нису били благонаклони јер су сматрали да је та инвазија заправо облик „чеченских територијалних претензија” на Дагестан, док су Чечени сматрали да су Дагестанци „издајице” јер им се нису придружили у борби за заједничку независност од Русије. Као одговор, руске снаге су покренуле војну операцију у којој су након неколико седмица тешких борби протјерали побуњенике натраг у Чеченију. Русија је у овом сукобу имала 275 погинулих и 937 рањених. Око 20.000 људи је расељено, иако се већина вратила послије завршетка сукоба.
Овај сукоб се каткад наводи као један од окидача за Други чеченски рат. Уз то, постоје и теорије да је Борис Березовски финансирао инвазију Дагестана те искористио везе са тајним службама како би организовао отмицу руских функционера, међу којима је био и генерал Генадиј Шпигун, на аеродрому у Грозном, што би послужило као „само-нанесена криза” и довела до новог руско-чеченског рата.